# Sikandar Lodhi

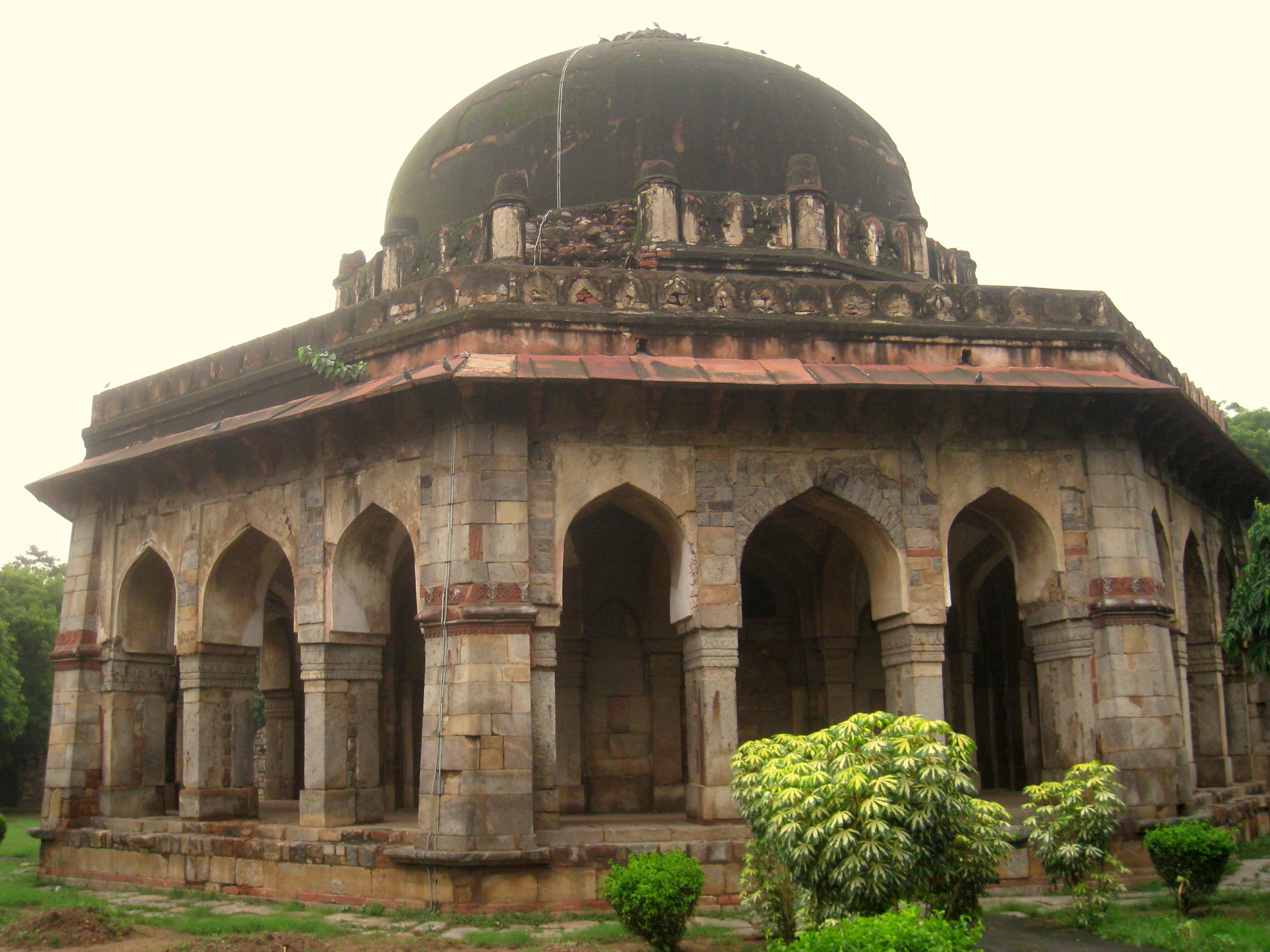
Lodhis grav

Sikandar Lodhi, var 1489-1517 den nästsista sultanen i Lodhidynastin i Delhisultanatet. 
Grundade Agra 1504, bara för att se staden förstöras i en jordbävning året efter. Under sin regeringstid lyckades Sikandar i vart fall återvinna en del av det som förlorats under Sayyidernas maktperiod i Delhi.
Han efterträddes på tronen av Ibrahim Lodhi.